# پاپی‌آباد کلیوند
پاپی‌آباد کلیوند، روستایی از دهستان رومیانی بخش سوری شهرستان رومشکان در استان لرستان ایران است.

## جمعیت
این روستا در دهستان رومیانی قرار دارد و براساس سرشماری مرکز آمار ایران در سال ۱۳۸۵، جمعیت آن ۵۶ نفر (۱۱خانوار) بوده است.